# Држава Сјанба
Држава Сјанба, позната и као Држава Серба, Држава Сарба или Држава Сирба, била је античка држава народа Сјанби, познатог и као Серби, Сарби или Сирби. Постојала је од 93. до 234. године, а заузимала је подручје данашње Монголије, као и делове данашње Русије, Кине и Казахстана. Престоница ове државе налазила се поред реке Орхон, на подручју данашње Монголије. По свом карактеру, Држава Сјанба је представљала номадско царство односно конфедерацију састављену од монголских народа, која је своју највећу моћ достигла под владарем Таншихајем (141—181). Након пада њеног последњег владара, Будугена, ова држава је почела да се распада на више мањих независних држава, које су успоставила разна племена Сјанба.
Мисли се да су Сјанби први формирали политички систем каната, у коме се продубила успостава друштвених класа. У Држави Сјанба се такође развијала писменост, уметност и култура.
У романтичарској српској историографији (Милош С. Милојевић и други аутори), народ Сјанби се, у склопу једне од теорија о пореклу Срба, изједначава са Србима, због сличности једног од назива употребљаваних за Сјанбе (Сарби, Серби) са именом Срба. Међутим, осим сличности имена, за директне везе Срба и Сјанба не постоје докази.

## Владари
- Бианхе (49. године)
- Јучупен (54. године)
- Цижикиан (121—132. године)
- Таншихај (156—181. године)
- Хелиан (181—185. године)
- Куитоу (185—187. године)
- Будуген (187—234. године)